# 栃木県立益子特別支援学校
栃木県立益子特別支援学校（とちぎけんりつ ましことくべつしえんがっこう）は、栃木県芳賀郡益子町七井にある公立特別支援学校である。知的障害者を教育対象とする。

## 沿革
- 1981年4月 - 栃木県立益子養護学校開校（小学部・中学部）
- 1994年4月 - 高等部設置
- 2008年4月 - 学校名を「栃木県立益子特別支援学校」に変更

## 学部
- 小学部
- 中学部
- 高等部

## 主な卒業生
- 飯山太陽（アーティスト）[1]